# 馬鳴

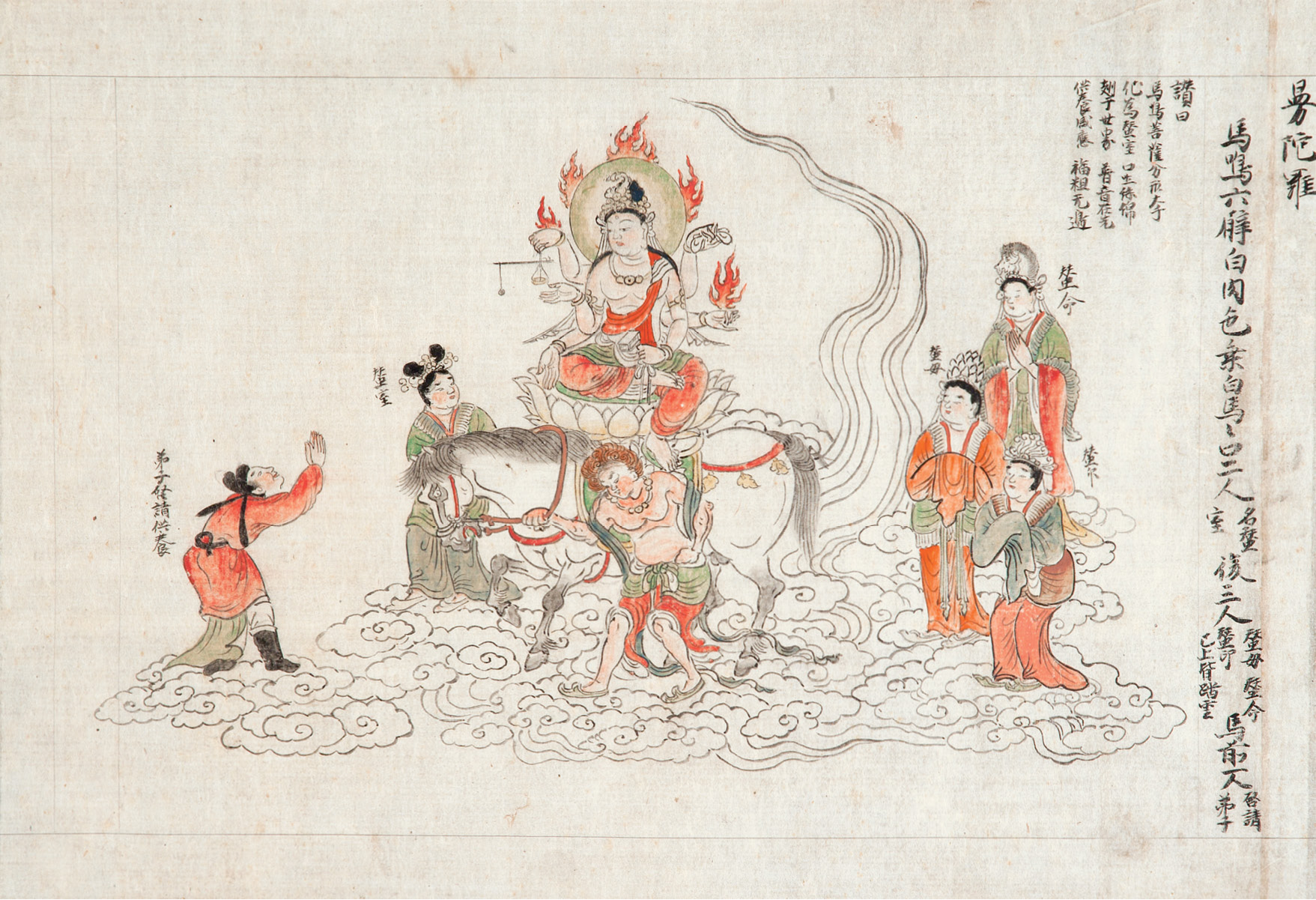
馬鳴菩薩マンダラ（日本・13世紀）

馬鳴（めみょう、梵: Aśvaghoṣa, アシュヴァゴーシャ、後80年頃～150年頃）は、古代インドの仏教僧侶。

## 生涯
バラモンの家系に生まれ、学僧として活躍し議論を好んだ。当初は仏教を非難していたが、付法蔵第11人目の富那奢（または第10人目の脇比丘とも）に論破され、舌を切って謝罪しようとしたが、諭されて仏教に帰依し布教するようになった。
聡明で智慧があり、中インドの華氏城（パータリプトラ）において、天賦の詩才をもって民衆を教化した時に、釈迦の弟子であるラッタパーラ（サンスクリット: Rāṣṭrapāla、頼吒惒羅〈らいたはら〉）をモデルとして戯曲を作り演じたところ、多くの市民を教化し、皆それを聞いて無常を悟り、500人もの王子や人々が出家したため、王はついにこの戯曲を演じることを禁止したといわれる。
後に大月氏国（クシャーン朝）のカニシカ王が中インドを征服し和議した結果、この王に伴われ、北インドへ赴いた。カニシカ王の保護のもとで、仏法を宣教して民衆から尊敬され、太陽のように徳のある人という意味で「功徳日」と敬称された。
彼の伝記などは「馬鳴菩薩伝」や「付法蔵因縁伝」などに詳しい。多く現代語訳・注解も出されている。

## 著書
馬鳴本人の作であることが確実とされる作品には以下のものがある。
- 『ブッダ・チャリタ』(Buddhacarita)

仏陀の生涯を描いた詩。サンスクリット本は後半欠。漢訳は『仏所行讃』5巻28品、曇無讖訳。
- 『サウンダラナンダ』

仏陀の腹違いの兄弟であるナンダの回心を描いた詩。ネパールのサンスクリット本で知られる。
- 『シャーリプトラ・プラカラナ』

舎利弗と目連の帰依を描いた9幕の戯曲。中央アジアで断片が発見された。
ほかに『大荘厳論経』、『金剛針論』、『犍稚梵讃』なども彼の著作と伝えられるが、その真偽については古来議論が続いており不明である。
『大乗起信論』や『大宗地玄文本論』については2世紀よりも後の時代の作品であることが明らかである（大乗起信論の記事を参照）。